# NGC 891
NGC 891 es una galaxia espiral situada a 9,8 megaparsecs (alrededor de 32 millones de años luz) de la Vía Láctea en la constelación de Andrómeda, y notable por ser junto con NGC 4565 y NGC 5907 uno de los mejores ejemplos de galaxia espiral vista de canto que se pueden ver con telescopios de aficionado.
Es también considerada una de las galaxias más parecidas a la nuestra (algunos autores, de hecho, han llamado la atención sobre el gran parecido que presenta la Vía Láctea vista desde el Hemisferio Sur con ella), con —entre otros parámetros— una luminosidad y tamaño similares, pensándose también, debido a la peculiar dinámica del hidrógeno molecular en sus regiones centrales, que puede ser en realidad una galaxia espiral barrada, con una barra central de 3 kiloparsecs de radio, de nuevo al igual que la Vía Láctea; sin embargo, parece estar formando estrellas a mayor ritmo que nuestra galaxia, y es también mucho menos rica en cúmulos globulares, con una población de ellos estimada en alrededor de 70 (la mitad que nuestra galaxia).
Otra peculiaridad que también muestra son estructuras filamentarias de polvo interestelar a buena distancia del disco galáctico, que han sido atribuidas a material expulsado por explosiones de supernova, así como una corriente de estrellas que la envuelve y que llega hasta una distancia de 50 kiloparsecs, la cual se interpreta como los restos de una galaxia enana en proceso de disrupción y absorción por NGC 891.
NGC 891, finalmente, forma parte de un grupo de galaxias pequeño —a veces conocido como el grupo NGC 1023—, que incluye entre otras a la galaxia lenticular NGC 1023 y a la galaxia espiral NGC 925.

## Curiosidades
Hay bastantes galaxias que son muy bien visibles desde la nuestra, pero que desde NGC 891 son invisibles, o casi invisibles, en el óptico debido a la desfavorable inclinación de ésta que provocaría que estuvieran muy cercanas al plano galaćtico, en plena zona vacía de esa galaxia (donde el polvo interestelar las oscurecería hasta hacerlas indetectables en luz visible). Ejemplos de ellas son la Vía Láctea —que se vería más o menos como se ve desde Andrómeda—, esta última —que se vería tan de canto como nosotros vemos a NGC 89—, y sobre todo el Cúmulo de Virgo, del cual muchas galaxias serían muy difíciles de estudiar.